# Xerodraba pycnophylloides
Xerodraba pycnophylloides är en korsblommig växtart som först beskrevs av Carlos Luis Spegazzini, och fick sitt nu gällande namn av Carl Skottsberg. Xerodraba pycnophylloides ingår i släktet Xerodraba och familjen korsblommiga växter.

## Underarter
Arten delas in i följande underarter:
- X. p. microphylla
- X. p. pycnophylloides